# Nigga Shit (Swoosh)
Nigga Shit (Swoosh) è un singolo del rapper statunitense Saint Jhn, pubblicato il 30 marzo 2018.

## Tracce
1. Nigga Shit (Swoosh) – 3:07